# Audeloncourt
Audeloncourt – miejscowość i gmina we Francji, w regionie Grand Est, w departamencie Górna Marna.
Według danych na rok 2006 gminę zamieszkiwało 100 osób, a gęstość zaludnienia wynosiła 9 osób/km².